# شارع العليا
شارع العليا العام يعد من أضخم شوارع مدينة الرياض، كونه يحتوي على العديد من الأسواق والمحلات التجارية. وهو كذلك يمر بجوار برج المملكة، وبرج الفيصلية. ويوجد به العديد من الفنادق مثل فندق شيراتون، الرياض وفندق الفورسيزنس، وفندق الخزامى، وفندق الفيصلية. كذلك, فهو يتقاطع مع عدة شوارع أساسية مثل:

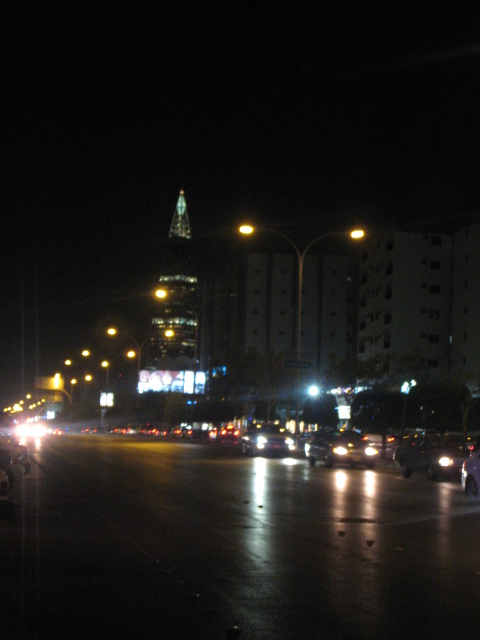
برج الفيصلية
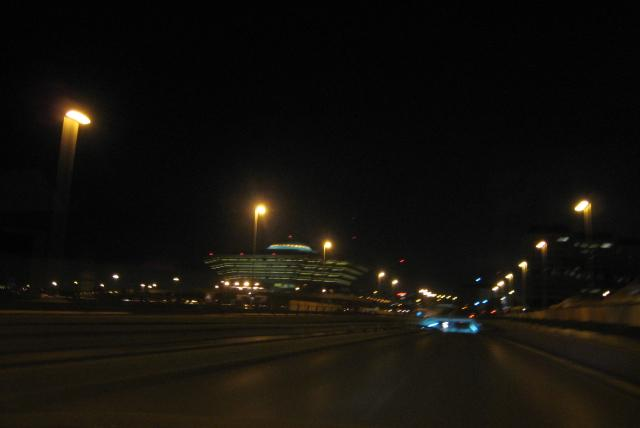
وزارة الداخلية
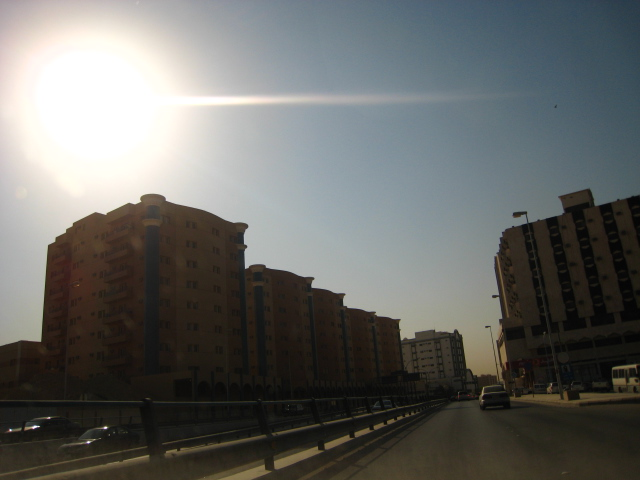
شارع العليا باتجاه شارع الوزير

- طريق خريص.
- طريق الأمير محمد بن عبد العزيز (شارع التحلية).
- طريق العروبة.
- طريق الثمامة
- طريق الملك عبد الله.
- طريق الأمام سعود بن عبدالعزيز.
- طريق الدائري الشمالي .
- طريق التخصصي.
- طريق الأمام سعود بن فيصل
- طريق أنس بن مالك

وينتهي بتقاطعه مع
- طريق الأمير سلمان بن عبدالعزيز